# Classe Diogo Gomes
A Classe Diogo Gomes foi a designação que a Marinha Portuguesa adoptou para as suas fragatas da Classe River, de origem britânica.
As River foram construídas durante a Segunda Guerra Mundial, nos estaleiros Flemming & Fergunson, aq partir de 1943, para serem usadas pela Royal Navy como escoltas oceânicas antissubmarinas. Durante a guerra, serviram também nas marinhas do Canadá, Austrália, França, Índia, África do Sul, Noruega e Estados Unidos. No total, foram construídas 151 unidades.
Depois da Segunda Guerra Mundial foram também incorporadas unidades da Classe River nas marinhas da Argentina, Chile, China, República Dominicana, Egito, Israel, Peru, Paquistão, Sri Lanka e Portugal.

## Serviço na Marinha Portuguesa
A Marinha Portuguesa incorporou dois navios da Classe River, anteriormente pertencentes à Royal Navy, em 1948. A classificação dos navios como "fragata" foi mantida em Portugal, o que marcou a reintrodução deste termo na Marinha Portuguesa, na qual tinha deixado de ser aplicado em meados do século XIX.
Os navios sofreram modernizações, uma das quais foi a instalação de uma plataforma de pouso para helicópteros, tornando-se os primeiros navios de guerra portugueses com esta capacidade.
A fragata NRP Nuno Tristão passou a estar baseada na Guiné Portuguesa onde foi empregue na Guerra do Ultramar. Uma das missões onde foi utilizada foi em apoio de fogo e posto de comando das forças empenhadas na Operação Tridente para reocupação da ilha de Como.
A NRP Diogo Gomes foi abatida ao serviço da Marinha, sendo o seu nome alterado para "D. Fernando" em 3 de Outubro de 1968. A Nuno Tristão só foi abatida ao serviço em 1970.

## Navios
| Número de amura | Nome             | Estaleiro            | Comissão  | Nome anterior   |
| --------------- | ---------------- | -------------------- | --------- | --------------- |
| F 331           | NRP Diogo Gomes  | Flemming & Fergunson | 1948-1968 | HMS Awe (K 526) |
| F 332           | NRP Nuno Tristão | Charles Hill & Sons  | 1945-1970 | HMS Avon (K 97) |